# Ото фон Фос
Ото Карл Фридрих фон Фос (на немски: Otto Carl Friedrich von Voß; * 8 юни 1755 в Берлин; † 30 януари 1823 в Берлин) е таен кралски пруски държавен министър на Фридрих Вилхелм II и на Фридрих Вилхелм III.
Той е от мекленбургския благороднически род фон Фос. Той е син на пруския дипломат Фридрих Кристоф Хиеронимус фон Фос (* 13 ноември 1724; † 3 октомври 1784), наследствен господар на Флотов и Троленхаген, и първата му съпруга Амалия Отилия фон Фирек (* 17 декември 1736; † 30 октомври 1767), дъщеря на военния министър Адам Ото фон Фирек (1684 – 1758) и Мария Амалия Финк фон Финкенщайн (1704 – 1752), придворна дама при първата пруска кралица. Брат е на кралския пруски майор Албрехт Леополд фон Фос (1759 – 1793). Сестра му Юлия фон Фос, графиня фон Ингенхайм (1766 – 1789), е дворцова дама, метреса и от 7 април 1787 г. съпруга (морг.) на пруския крал Фридрих Вилхелм II (1744 – 1797).
На 18 години Ото фон Фос започва да следва право на 21 април 1773 г. в университета във Франкфурт на Одер и по-късно в Гьотинген. След завършването му той става асистент-съветник в Камерния съд. През 1784 г. той наследява баща си и купува Хавелбергския домпропстай от Кристоф Карл фон Бюлов. През 1786 г. той е на държавна служба като президент и 1789 г. като държавен министър в Магдебург и Халберщат.
Ото фон Фос получава през 1800 г. палат Маршал в Берлин след смъртта на тъста му. Той е кралски комисар до 20 февруари 1808 г. След това той управлява имотите си и има голяма сбирка от музилални инструменти. На 16 септември 1822 г. той става вице-президент на министерството и на пруския държавен съвет (1817 – 1918). Кралят го награждава с Орден Черен орел.

## Фамилия
Ото Карл Фридрих фон Фос се жени на 11 декември 1780 г. за имперската графиня Мария Сузана Каролина Финк фон Финкенщайн (1751 – 1828), дъщеря на пруския министър и дипломат граф Карл Вилхелм Финк фон Финкенщайн (1714 – 1800) и графиня София Хенриета Сузана Финк фон Финкенщайн-Гилгенбург (1723 – 1792). Нейният брат Фридрих Лудвиг Карл (1745 – 1818) е пруски президент. Те имат децата:
- Фридрих Вилхелм Максимилиан (* 3 май 1782; † 28 февруари 1847), от 15 октомври 1840 г. 1. граф фон Фос-Бух
- Карл Ото Фридрих (* 26 септември 1786; † 3 февруари 1864), 2. граф фон Фос-Бух
- Августа Амалия (* 17 март 1787; † 13 ноември 1861), омъжена 1812 г. за граф Хайнрих Фридрих Леополд Финк фон Финкенщайн (* 14 юни 1782; † 18 ноември 1868), син на Фридрих Лудвиг Карл Финк фон Финкенщайн (1745 – 1818) и внук на министър Карл Вилхелм Финк фон Финкенщайн (1714 – 1800)
- Каролина Фридерика Вилхелмина фон Фос (* 28 август 1789; † 11 февруари 1851)
- Ото Карл Филип (* 31 август 1794; † 10 ноември 1836), ланд-съветник, женен 1830 г. за Албертина Улрика Луиза Финк фон Финкенщайн (* 22 юли 1796; † 24 юли 1862), вдовица на Август Вилхелм фон Ширщет (1781 – 1827), син на пруския генералмайор Август Лудвиг фон Ширщет (1746 – 1831) и леля му Фридерика Вилхелмина Хенриета Финк фон Финкенщайн (1752 – 1830), дъщеря на Карл Вилхелм Финк фон Финкенщайн